# Kramer (Dakota du Nord)
Pour les articles homonymes, voir Kramer.
La ville de Kramer est située dans le comté de Bottineau, dans l’État du Dakota du Nord, aux États-Unis. Lors du recensement de 2010, sa population s’élevait à 29 habitants.

## Histoire
Kramer a été fondée en 1905 et tient son nom d'un superviseur du Soo Line Railroad.

## Démographie
| Groupe            | Kramer | Dakota du Nord | États-Unis |
| ----------------- | ------ | -------------- | ---------- |
| Blancs            | 100    | 90,0           | 72,4       |
| Autres            | 0      | 100            | 27,6       |
| Total             | 100    | 100            | 100        |
|                   |        |                |            |
| Latino-Américains | 0      | 2,0            | 16,7       |

Selon l’American Community Survey, pour la période 2011-2015, 94,59 % de la population âgée de plus de 5 ans déclare parler l’anglais à la maison et 5,41 % déclare parler le russe.
| 1910 | 1920 | 1930 | 1940 | 1950 | 1960 |
| ---- | ---- | ---- | ---- | ---- | ---- |
| 181  | 172  | 190  | 220  | 198  | 175  |

| 1970 | 1980 | 1990 | 2000 | 2010 | - |
| ---- | ---- | ---- | ---- | ---- | - |
| 125  | 84   | 51   | 44   | 29   | - |

## Source
- (en) Cet article est partiellement ou en totalité issu de l’article de Wikipédia en anglais intitulé « Kramer, North Dakota » (voir la liste des auteurs).